# 特雷塞 (伊勒-维莱讷省)
特雷塞（法語：Tressé）是法国伊勒-维莱讷省的一个市镇，属于圣马洛区（Saint-Malo）孔布尔县（Combourg）。该市镇总面积5.24平方公里，2009年时的人口为339人。

## 人口
特雷塞人口变化图示